# Kaio Felipe Gonçalves
Kaio Felipe Gonçalves (nacido el 6 de julio de 1987) es un exfutbolista brasileño que se desempeñó como delantero.
Jugó para clubes como el Atlético Paranaense, Cerezo Osaka, Yokohama FC, Al-Wasl y Buriram United.

## Trayectoria

### Clubes
| Club                    | País                   | Año         |
| ----------------------- | ---------------------- | ----------- |
| Atlético Paranaense     | Brasil                 | 2005 - 2010 |
| Guanabara               | Brasil                 | 2007        |
| Cerezo Osaka            | Japón                  | 2008 - 2009 |
| Yokohama FC             | Japón                  | 2010 - 2013 |
| Al-Wasl                 | Emiratos Árabes Unidos | 2013 - 2014 |
| Jeonbuk Hyundai Motors  | Corea del Sur          | 2014        |
| Suwon Samsung Bluewings | Corea del Sur          | 2015        |
| Buriram United          | Tailandia              | 2016        |
| Yunnan Feihu            | China                  | 2017        |